# Podłużne
Podłużne (ukr. Підлужне) – wieś na Ukrainie w rejonie kostopolskim obwodu rówieńskiego.

## Położenie
Prywatna wieś szlachecka, położona w województwie wołyńskim, w 1739 roku należała do klucza Stepań Lubomirskich. Dawniej wieś Podłużne w Gminie Kostopol (powiat kostopolski) w województwie wołyńskim, wieś w parafii Janowa Dolina.